# Завадка (Вадовицький повіт)
Завадка (пол. Zawadka) — село в Польщі, у гміні Вадовиці Вадовицького повіту Малопольського воєводства.
Населення — 836 осіб (2011).

## Демографія
Демографічна структура станом на 31 березня 2011 року:
|          | Загалом | Допрацездатний вік | Працездатний вік | Постпрацездатний вік |
| -------- | ------- | ------------------ | ---------------- | -------------------- |
| Чоловіки | 434     | 97                 | 300              | 37                   |
| Жінки    | 402     | 89                 | 235              | 78                   |
| Разом    | 836     | 186                | 535              | 115                  |